# Пронсторф
Пронсторф (њем. Pronstorf) општина је у њемачкој савезној држави Шлезвиг-Холштајн. Једно је од 95 општинских средишта округа Зегеберг. Према процјени из 2010. у општини је живјело 1.706 становника. Посједује регионалну шифру (AGS) 1060067.

## Географски и демографски подаци
Пронсторф се налази у савезној држави Шлезвиг-Холштајн у округу Зегеберг. Општина се налази на надморској висини од 37 метара. Површина општине износи 36,3 km². У самом мјесту је, према процјени из 2010. године, живјело 1.706 становника. Просјечна густина становништва износи 47 становника/km².